# Mladenka
Mladenka je žensko osebno ime.

## Izvor imena
Ime Mladenka je ženska oblika moškega imena Mladen.

## Pogostost imena
Po podatkih Statističnega urada Republike Slovenije je bilo na dan 31. decembra 2007 v Sloveniji število ženskih oseb z imenom Mladenka: 65.